# 2000 en Belgique
Chronologie de la Belgique
- 1996
- 1997
- 1998
- 1999
- 2000
- 2001
- 2002
- 2003
- 2004

Cette page recense des événements qui se sont produits durant l'année 2000 en Belgique.

## Chronologie

### Avril 2000
- 20 avril : ouverture de Plopsaland sur les terres où se tenait jusqu'alors Meli Park.

### Juin 2000
- Du 10 juin au 2 juillet : Euro 2000 en Belgique et aux Pays-Bas.

### Juillet 2000
- Du 10 juin au 2 juillet : Euro 2000 en Belgique et aux Pays-Bas.

### Octobre 2000
- 8 octobre : élections communales et provinciales. Forte progression du Vlaams Blok (extrême droite) dans certaines communes flamandes (33 % des voix à Anvers).

### Décembre 2000

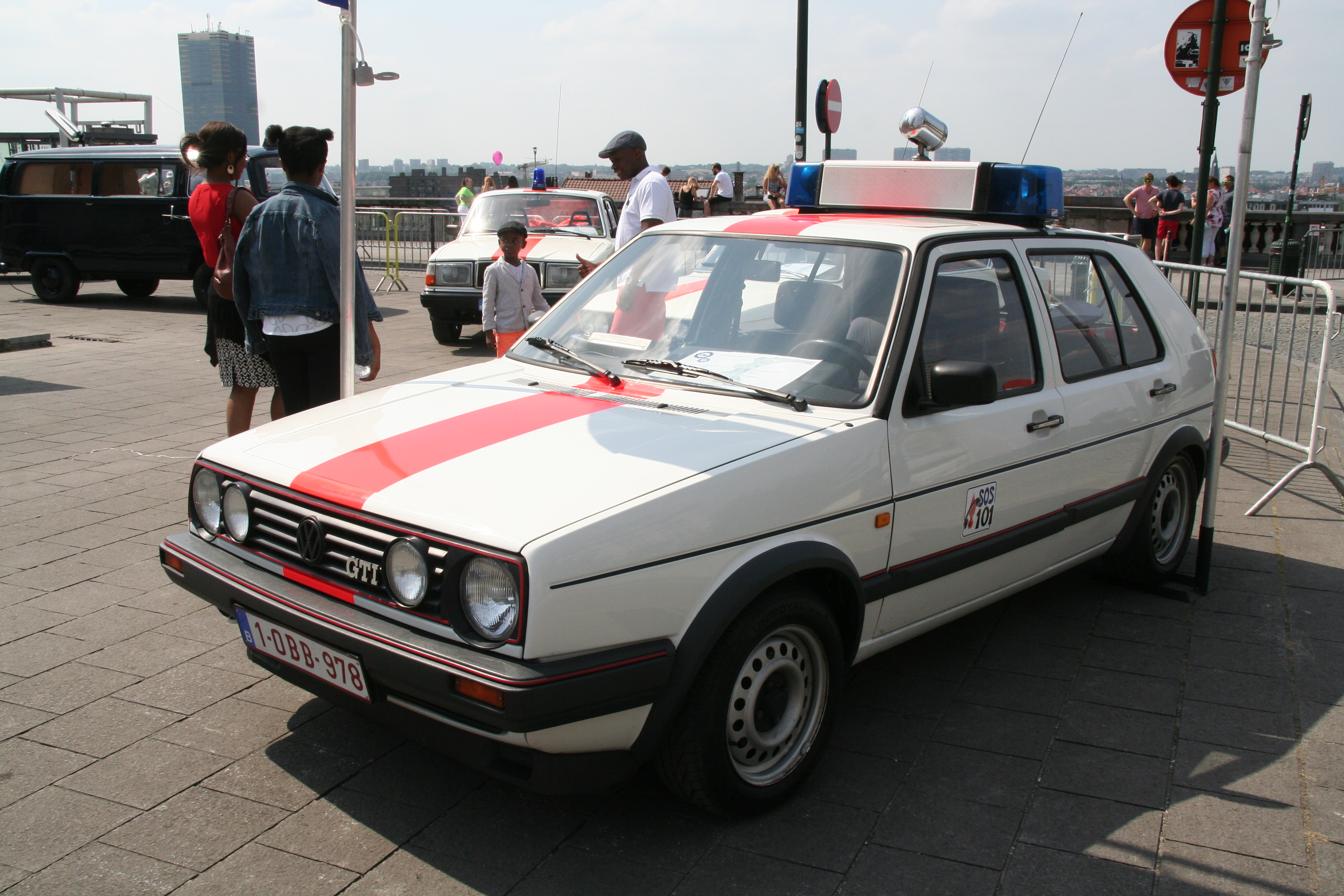
La Gendarmerie nationale belge cesse officiellement d'exister le 31 décembre 2000.

- 31 décembre : la Gendarmerie nationale belge cesse officiellement d'exister, laissant place, dès le lendemain, à la nouvelle « Police intégrée », créée à la suite de la réforme des polices de Belgique, conséquente aux dysfonctionnements mis à jour par l'affaire Dutroux.

### Littérature
- Prix Rossel : Laurent de Graeve, Le mauvais genre (Éditions du Rocher).

## Sciences
- Prix Francqui : Marc Henneaux (physique, ULB) ; « Prix exceptionnel d'études européennes » attribué à Éric Remacle et Paul Magnette (sciences politiques, ULB).

## Naissance
- 2 mars : Kimke Desart, actrice.

## Décès
- 5 février : George Koltanowski, joueur d'échecs.
- 13 février : Bellor, peintre.
- 18 février : Will, auteur de bandes dessinées.

## Statistiques
- Population totale au 1er janvier 2000 : 10 239 085 habitants[1].